# (9106) Yatagarasu
(9106) Yatagarasu es un asteroide del cinturón principal, que fue descubierto el 3 de enero de 1997 por el astrónomo japonés Takao Kobayashi en el Observatorio de Ōizumi (código UAI 411) en Ōizumi, en la Prefectura de Gunma.
El 4 de mayo de 2004 se puso al asteroide el nombre de Yatagarasu, un Kami en la mitología del Sintoísmo con la forma de un cuervo de tres patas, que también aparece desde el 3 de junio de 1931 (Shōwa 6) en los escudos de la Asociación Japonesa de Fútbol y de la Selección de fútbol de Japón.